# Belgó
Belgó (en rus: Бельго) és un poble del krai de Khabàrovsk, a Rússia, que el 2012 tenia 365 habitants. Pertany al districte rural de Komsomolsk na Amure.